# Зарафшан (футбольный клуб)
«Зарафшан» — бывший советский и узбекистанский футбольный клуб из города Навои. Создан в 1962 году, расформирован по окончании сезона-2013.

## Названия
- 1962—1972 — «Зарафшан».
- 1973—1974 — «Согдиана».
- 1974—2009 — «Зарафшан».
- 2010 — «Зарафшан»-НЦЗ.
- 2011—2013 — «Зарафшан».

## Достижения
- Первая лига СССР — 11-е место в подгруппе 2-й группы класса «А» (1968).
- 1/64 финала Кубка СССР (1986/87).

• Алишер Саноев
• Акмал Холиков
• Руслан Вагапов
- Сергей Агаметов (более 270 матчей за клуб).